# Fructosamine
Le terme de fructosamine désigne l'ensemble des protéines glyquées sériques (l'hémoglobine glyquée, elle, se dose sur hémolysat érythrocytaire à partir d'un sang prélevé sur anticoagulant), notamment l'albumine glyquée qui en représente 80%.